# Misja Unii Europejskiej w Armenii

Baretka medalu
za EUM Armenia.

Misja Unii Europejskiej w Armenii (EUMA; EUM Armenia) (ang. European Union Mission in Armenia) – misja cywilna Unii Europejskiej w ramach wspólnej polityki bezpieczeństwa i obrony (WPBiO) na terytorium Armenii.

## Historia
Misja została ustanowiona 23 stycznia 2023 r. w odpowiedzi na oficjalny wniosek władz Armenii po kryzysie na granicy armeńsko-azerbejdżańskiej, misja kontynuuje działania obserwacyjne prowadzone wcześniej przez obserwatorów z Misji Obserwacyjnej Unii Europejskiej w Gruzji.

## Misja
EUMA będzie rozmieszczona w kilku lokalizacjach na terytorium Armenii, w pobliżu granic z Azerbejdżanem, obszarem działań misji jest granica obu państw na jej całej długości (wraz z granicą Armenii z Nachiczewańską Republiką Autonomiczną). Siedziba EUMA znajduje się w mieście Jeghegnadzor, w skład misji ma wchodzić około 100 osób, a jej mandat będzie trwał dwa lata. Dowódcą cywilnym jest Stefano Tomat, szefem misji jest Markus Ritter. Celem jest obserwacja i dokumentacja sytuacji na miejscu, stabilizacja obszarów przygranicznych Armenii, budowanie zaufania oraz dążenie do normalizacji relacji Armenii z Azerbejdżanem. 